# Gerhard Neukranz
Gerhard Neukranz (* 26. Oktober 1924 in Magdeburg; † 24. Dezember 1969 in Berlin) war ein Funktionär der FDJ und SED. Er war Mitglied des Zentralrates der FDJ und zeitweise Kandidat des ZK der SED.

## Leben
Gerhard Neukranz wurde am 26. Oktober 1924 in Magdeburg geboren. Nach dem Besuch der Volksschule leistete er eine Dienstzeit im Reichsarbeitsdienst ab, bevor er zum Kriegsdienst eingezogen wurde. Am 13. Dezember 1942 beantragte er die Aufnahme in die NSDAP und wurde rückwirkend zum 1. September desselben Jahres aufgenommen (Mitgliedsnummer 9.291.547). Zum Kriegsende hin geriet er kurzzeitig in britische Kriegsgefangenschaft, aus der er aber bald wieder entlassen wurde. Noch 1945 trat er in die KPD ein und begründete in Magdeburg den Antifa-Jugendausschuss, einen Vorläufer der FDJ, mit. Diesen Ausschuss betreute er als städtischer Angestellter. Nach Gründung der FDJ wechselte Neukranz zunächst zur FDJ-Kreisleitung Magdeburg, später wurde er FDJ-Vorsitzender im Verwaltungsbezirk Magdeburg. 1947 wurde Neukranz als einer von 56 Absolventen auf den ersten Zweijahreslehrgang an die Parteihochschule „Karl Marx“ delegiert. Nach diesem Studium wurde er zunächst als Sekretär in der FDJ-Landesleitung Sachsen-Anhalt eingesetzt, 1950 wurde er zum 1. Sekretär der FDJ-Landesleitung berufen. Parteipolitisch stärkte die SED Neukranz Position, indem er auf dem III. Parteitag der SED im Juli 1950 als einer der jüngsten Vertreter als Kandidat in das ZK der SED gewählt wurde. Bedingt durch seine Funktion als FDJ-Landeschef kooptierte der Zentralrat der FDJ Neukranz im gleichen Jahr. 1952 wurde er auf dem IV. Parlament der FDJ in Leipzig regulär per Akklamation in das Sekretariat des Zentralrats der FDJ gewählt. Im Januar 1954 wurde Neukranz auf der 7. Tagung des FDJ-Zentralrates von seiner Funktion als Sekretär des FDJ-Zentralrates entbunden. Dementsprechend wurde er auch auf dem IV. Parteitag der SED nicht wieder als Kandidat des ZK der SED bestätigt. Neukranz wechselte in das Anfang 1954 neu geschaffene Kulturministerium, wo er zunächst als Mitarbeiter der Hauptabteilung für kulturelle Massenarbeit tätig war, später leitete er innerhalb dieser Hauptabteilung die Abteilung Klub- und Kulturhäuser. Anschließend wirkte er für einige Zeit als persönlicher Referent des stellvertretenden Kulturministers Hans Pischner, bevor er ab 1958 die Hauptabteilung "Kulturelle Beziehungen mit dem Ausland" im Ministerium für Kultur leitete. Erst 45-jährig verstarb Gerhard Neukranz nach langer schwerer Krankheit Weihnachten 1969.